# 补抽乡
补抽乡，是中华人民共和国湖南省湘西土家族苗族自治州花垣县下辖的一个乡镇级行政单位。

## 行政区划
补抽乡下辖以下地区：
大卡村、牛角村、夯尚村、排当村、大本村、董哨村、大哨村、补抽村、吉久村、米沟村、排龙村、水桶村、大坳村、鱼龙村、兴中村、桃子坡村、高岩村和大龙村。